# Коломбо (сезон 1)
Первый сезон американского телесериала «Коломбо», премьера которого состоялась на канале NBC 15 сентября 1971 года, а заключительная серия вышла 9 февраля 1972 года, состоит из 7 эпизодов.

## Период трансляции
Сезон первоначально транслировался по средам в 8:30—10:00 (EST) в рамках «The NBC Mystery Movie».

## Релиз на DVD
Сезон был выпущен на DVD Universal Home Video. DVD включает в себя два пилотных фильма: «Рецепт убийства» и «Развод по-американски».

## Эпизоды
| № в сериале | № в сезоне | Название                                       | Режиссёр          | Автор сценария                                                                 | Убийцу играет   | Жертву(ы) играет             | Дата премьеры    |
| --- | ---------- | ---------------------------------------------- | ----------------- | ------------------------------------------------------------------------------ | --------------- | ---------------------------- | ---------------- |
| 3 | 1          | «Убийство по книге» «Murder by the Book»       | Стивен Спилберг   | Стивен Бочко                                                                   | Джек Кэссиди    | Мартин Милнер, Барбара Колби | 15 сентября 1971 |
| Писатель Кен Франклин задумывает убить своего соавтора Джима Ферриса ради единоличного обладания авторскими правами. Он заманивает его в свой загородный дом, инсценировав, что тот остался работать в офисе. Расследование убийства начинает лейтенант Коломбо. Вскоре Франклин узнаёт, что у совершённого им убийства есть свидетельница. Далее Коломбо придётся расследовать второе убийство. |            |                                                |                   |                                                                                |                 |                              |                  |
| 4 | 2          | «Смерть протягивает руку» «Death Lends a Hand» | Бернард Ковальски | Ричард Левинсон и Уильям Линк                                                  | Роберт Калп     | Патрисия Кроули              | 6 октября 1971   |
| Известный газетный магнат Артур Кеннекат обращается к частному детективу Бриммеру с просьбой выяснить, изменяет ли ему его молодая жена. Детектив устанавливает, что женщина имела любовника, однако заказчику сообщает, что жена ему верна. Детектив планирует использовать компрометирующую информацию для шантажа. Бриммер предлагает супруге магната сообщить информацию о бизнесе мужа, однако та отказывается, и детектив убивает её. Когда к расследованию подключается Коломбо, Бриммер предлагает ему свою помощь. |            |                                                |                   |                                                                                |                 |                              |                  |
| 5 | 3          | «Мёртвый груз» «Dead Weight»                   | Джек Смайт        | Джон Т. Дуган                                                                  | Эдди Альберт    | Джон Керр                    | 27 октября 1971  |
| Генерал-майор Холлистер убивает своего компаньона, полковника Роджера Даттона, чтобы скрыть финансовые махинации, которые они совершали вместе. Однако свидетелем преступления случайно становится молодая женщина Хелен Стюарт, которая рассказывает об этом лейтенанту Коломбо. Узнав имя свидетельницы, Холлистер вступает с ней в романтические отношения и заставляет её усомниться в том, что она видела. |            |                                                |                   |                                                                                |                 |                              |                  |
| 6 | 4          | «Подходящие улики» «Suitable for Framing»      | Хай Авербэк       | Джексон Гиллис                                                                 | Росс Мартин     | Роберт Шэйн, Розанна Хаффман | 17 ноября 1971   |
| Известный художественный критик убивает своего дядю, желая завладеть его коллекцией картин. Затем он убивает студентку, которая помогала ему осуществить преступление. Кроме того, подделывает улики против бывшей жены своего дяди, чтобы навести на неё подозрение. Однако Коломбо считает по-другому, а причина — в отпечатках. |            |                                                |                   |                                                                                |                 |                              |                  |
| 7 | 5          | «На грани нервного срыва» «Lady in Waiting»    | Норман Ллойд      | Сюжет : Барни Слэйтер Телесценарий : Стивен Бочко                              | Сьюзан Кларк    | Ричард Андерсон              | 15 декабря 1971  |
| Бет Чедвик хочет выйти замуж за Питера Гамильтона, служащего адвокатом в их семейной компании. Однако её брат, подозревая в женихе сестры охотника за богатым приданым, категорически ей это запрещает. Девушка убивает брата, при этом обставляет преступление как несчастный случай при самообороне. Суд выносит оправдательный вердикт, и теперь Бет имеет полную свободу в управлении компанией и в личной жизни. Но лейтенант Коломбо уверен, что убийство было умышленным, вопрос лишь в том, как это доказать.       |            |                                                |                   |                                                                                |                 |                              |                  |
| 8 | 6          | «Короткое замыкание» «Short Fuse»              | Эдвард М. Амброс  | Сюжет : Лестер Пайн и Тина Пайн и Джексон Гиллис Телесценарий : Джексон Гиллис | Родди Макдауэлл | Джеймс Грегори и Лоуренс Кук | 19 января 1972   |
| Роджер Стэнфорд — один из акционеров химической компании, которая досталась ему в наследство от отца. Парень «прожигает жизнь», посещая казино и употребляя наркотики. Его дяде Дэвиду Букнеру это не нравится, и он собирается лишить своего племянника места в компании. Понимая, что другого выхода нет, Роджер с помощью хитроумного устройства взрывает машину, в которой находится его дядя с шофёром. Коломбо начинает расследование двойного убийства.                                                              |            |                                                |                   |                                                                                |                 |                              |                  |
| 9 | 7          | «План убийства» «Blueprint for Murder»         | Питер Фальк       | Сюжет : Уильям Келли Телесценарий : Стивен Бочко                               | Патрик О'Нил    | Форрест Такер                | 9 февраля 1972   |
| Мультимиллионер Бо Уильямсон узнаёт, что его жена Дженнифер работает над проектом с Эллиотом Маркхамом, энергичным и амбициозным архитектором. Тот не жалеет денег мужа своей помощницы для осуществления своих идей. Уильямсон в гневе устраивает скандал Маркхаму и запрещает продолжение работ. Эллиот убивает миллионера и инсценирует его исчезновение, используя при этом профессиональную деятельность лейтенанта Коломбо для сокрытия своего преступления.                                                          |            |                                                |                   |                                                                                |                 |                              |                  |